# Maria van Sicilië
Maria van Sicilië (Catania, 2 juli 1363 - Lentini, 25 mei 1401) was van 1377 tot aan haar dood koningin van Sicilië. Ze behoorde tot het Huis Barcelona.

## Levensloop
Maria was de dochter en erfgename van koning Frederik III van Sicilië uit diens eerste huwelijk met Constance van Aragón, dochter van koning Peter IV van Aragón.
In 1377 overleed haar vader en werd de 13-jarige Maria koningin van Sicilië. Zij erfde ook van haar vader twee kruisvaardersstaten in Griekenland: de hertogdommen Athene en Neopatria.
Wegens haar minderjarigheid werd ze onder het regentschap geplaatst van vier edelen: Artale I Alagona, graaf Francesco II van Ventimiglia, Manfredi III Chiaramonte, graaf van Modica, en Guglielmo Peralta, graaf van Caltabellotta. Om te vermijden dat ze zou huwen met Gian Galeazzo Visconti, de hertog van Milaan, werd Maria in 1379 ontvoerd door graaf Guglielmo Raimondo III Moncada, met de toestemming van haar grootvader Peter IV. De volgende twee jaar werd ze in Licata gevangengehouden, waarna ze door de Aragonese vloot werd bevrijd en in 1382 naar Sardinië werd gebracht. Twee jaar later, in 1384, vestigde ze zich in Aragón.
In 1388 voerde de familie Acciaiulo uit Florence een geweldloze coup in de hertogdommen Athene en Neopatria; deze gingen feitelijk verloren voor de koningskroon van Sicilië. Maria was de laatste hertogin van Athene uit het Huis Barcelona.
In februari 1392 huwde ze met Martinus de Jongere (1374-1409), de zoon van de toekomstige koning Martinus I van Aragón, een halfbroer van haar moeder. Ze kregen een zoon, Peter (1398-1400), die op jonge leeftijd stierf.
Tegen het huwelijk van Maria met Martinus I rees protest in Sicilië. Dit uitte zich in de Eedaflegging van Castronovo (1391) van de vier regenten van Sicilië en andere edellieden. In 1392 keerden Maria en Martinus met een militaire macht terug naar Sicilië. Ze versloegen de rebellerende edelen en regeerden vanaf dan samen over het koninkrijk Sicilië. Maria overleed in mei 1401 op 37-jarige leeftijd. Daarna werd haar echtgenoot Martinus alleenheerser over Sicilië.
- Bibliothèque nationale de France: cb14558087f (data)
- Catàleg d'autoritats de noms i títols de Catalunya: 981058614723606706
- Gemeinsame Normdatei: 131424998
- International Standard Name Identifier: 0000 0000 2586 9598
- Système universitaire de documentation: 088032043
- Virtual International Authority File: 1144299
- WorldCat: E39PBJkXrHYwXxmm49v8wPYF8C